# グラーツ (小惑星)
グラーツ (2806 Graz) は、小惑星帯の小惑星。カール・ラインムートがハイデルベルクのケーニッヒシュトゥール天文台で発見した。
オーストリアの都市、グラーツに因んで命名された。